# Fleury (Oise)
Fleury è un comune francese di 511 abitanti situato nel dipartimento dell'Oise della regione dell'Alta Francia.

## Società

### Evoluzione demografica
Abitanti censiti